# 君と夏フェス
「君と夏フェス」（きみとなつフェス）は、SHISHAMOの1枚目のシングル。2014年7月2日にGOOD CREATORS RECORDS / FAITH MUSIC ENTERTAINMENT INC.から発売された。

## 概要
- 本作以前にも、2012年10月17日に自主制作で3曲入りの音源「宿題が終わらない」がタワーレコード限定で発売されている[6]。
- ジャケットはメンバー3人が描いたイラストをコラージュしたデザイン[7]。
- 2014年9月11日付でベースの松本彩が脱退したため、1stシングルではあるが初期メンバーで制作された最後の作品となった[8]。

## 収録曲
| 全作曲: 宮崎朝子、全編曲: SHISHAMO。 |                  |           |            |      |
| #                                    | タイトル         | 作詞      | 作曲・編曲 | 時間 |
| 1.                                   | 「君と夏フェス」 | 宮崎朝子  | 宮崎朝子   | 3:45 |
| 2.                                   | 「彼女の日曜日」 | 宮崎朝子  | 宮崎朝子   | 3:50 |
| 3.                                   | 「脇役」         | 松本彩    | 宮崎朝子   | 3:39 |
| 合計時間:                            | 合計時間:        | 合計時間: | 11:15      |      |

## 楽曲解説
1. 君と夏フェス
  - シングルの制作が初めてだったため、当初宮崎は何を書くべきか、頭を悩ませていたという。スタッフとの打ち合わせで、夏のリリースに合わせて「お客さんが夏フェスに向かう車でかけて気分が上がるものにしたい」という話があり、この曲はそこから生まれた。宮崎は夏フェスに行ったことがなく、空想で歌詞を膨らませていった[9]。
  - 仮タイトルは「カルピス」[10]。
  - 2014年6月20日、J-WAVE『TOKYO REAL-EYES』でラジオ初オンエアされた[11]。
  - 7月1日に公開されたミュージック・ビデオは、夏フェスへ向かう男女の物語になっており、5月に行われた『VIVA LA ROCK』とコラボレートして、本物のフェスが再現されている[12]。SHISHAMOの公式Twitterアカウントで募集をかけ、集まった人がエキストラとして参加した[13]。監督を務めたのはフカツマサカズで、上原実矩、私市夢太が出演している[14]。上原は本作以降のSHISHAMOのミュージック・ビデオでは、「さよならの季節」「君とゲレンデ」「人間」「恋する-10YEARS THANK YOU-」に出演している。
  - FM802『OSAKAN HOT 100』で5週連続1位を獲得した。リリース後、実際にいくつもの夏フェスに出演し、そこでの反応から曲の広がりに手応えを感じたと宮崎が話している[15]。
  - テレビ東京系『JAPAN COUNTDOWN』の2014年8月度エンディングテーマに使用された[16]。
  - 2019年に、ナカバヤシ『ロジカル・エアーノート』のCMソング「君の前進篇」に使用された[17]。
  - 2023年8月4日、SHISHAMOが10年間出演してきた夏フェスのステージをまとめた『「君と夏フェス」10周年 夏フェス ダイジェストVer.』がYouTubeで公開された[18]。
2. 彼女の日曜日
  - 「オシャレが好きな女の子」というテーマで制作された。当初は服のことのみを歌った曲になる予定だったが、主人公の心境を考えているうちに物語が浮かび始めて、結果的に恋愛の歌詞に仕上がった[19]。
  - 2014年6月23日、宮崎が生出演したFM802の『FLiPLiPS』でラジオ初オンエアされた[20]。
  - 2014年9月11日に加入が発表されることになる松岡は、上京後に宿泊していたホテルで、ライブに向けて繰り返しこの曲を聞いていたという。そのため、「今でもこの曲を聞くと当時の切迫感を思い出す」と話している[21]。
3. 脇役
  - SHISHAMOの楽曲の中で唯一、松本が作詞を手掛けた曲[22]。

## 収録アルバム
君と夏フェス
- 『SHISHAMO 2』
- 『SHISHAMO BEST』
- 『恋を知っているすべてのあなたへ』(恋の喜びを知っているあなたへ)
- 『10th Anniversary Acoustic Album「ACOUSTIC SHISHAMO」』※アコースティックバージョン

彼女の日曜日
- 『SHISHAMO 2』

脇役
- アルバム未収録